# Zalatárnok
Zalatárnok is een plaats (község) en gemeente in het Hongaarse comitaat Zala. Zalatárnok telt 793 inwoners (2001).